# Богосавлевич, Бобан
Бобан Богосавлевич (серб. Бобан Богосављевић, Boban Bogosavljević; род. 26 апреля 1988, Вршац, САК Воеводина) — сербский шахматист, гроссмейстер (2008).
Чемпион Сербии 2013 г. Серебряный призёр чемпионата Сербии 2010 г. (разделил 1—2 места с Н. Седлаком и уступил по дополнительным показателям). Бронзовый призёр чемпионата Сербии 2008 г. Чемпион Сербии среди юниоров 2007 г.
В составе сборной Сербии участник командного чемпионата Европы 2013 г.
Победитель международного турнира в городе Валево (мемориал Манойловича, 2017 г.).
Нормы гроссмейстерского балла выполнил в чемпионатах Сербии 2007 и 2008 гг., а также на турнире в Нише (2008 г.).
В составе боснийского клуба «ŠK Glasinac Sokolac» участвовал в Кубке европейских клубов 2010 г.
Представлял Югославию, Сербию и Черногорию на юниорских чемпионатах мира и Европы в разных возрастных категориях.

## Основные спортивные результаты
| Год  | Город        | Соревнование                                           | + | − | = | Результат | Место |
| ---- | ------------ | ------------------------------------------------------ | - | - | - | --------- | ----- |
| 2004 | Ираклион     | Юниорский чемпионат мира (до 16 лет)                   |   |   |   |           |       |
| 2005 | Бельфор      | Юниорский чемпионат мира (до 18 лет)                   |   |   |   |           |       |
|      | Херцег-Нови  | Юниорский чемпионат Европы (до 18 лет)                 |   |   |   |           |       |
| 2007 | Вршац        | Чемпионат Сербии                                       | 6 | 4 | 3 | 7½ из 13  | 5—6   |
|      | Златибор     | Чемпионат Сербии (до 20 лет)                           |   |   |   | 9 из 11   | 1     |
| 2008 |              | Чемпионат Сербии                                       |   |   |   |           | 3     |
| 2009 | Крагуевац    | Чемпионат Сербии                                       | 5 | 4 | 4 | 7 из 13   | 6—7   |
| 2010 | Крагуевац    | Чемпионат Сербии                                       | 8 | 0 | 5 | 9½ из 13  | 1—2   |
| 2011 | Крагуевац    | Чемпионат Сербии                                       | 5 | 5 | 3 | 6½ из 13  | 5—8   |
| 2012 | Врнячка-Баня | Чемпионат Сербии                                       | 1 | 3 | 9 | 5½ из 13  | 10—11 |
| 2013 | Врнячка-Баня | Чемпионат Сербии                                       | 8 | 0 | 4 | 10 из 12  | 1     |
|      | Варшава      | Командный чемпионат Европы (сборная Сербии, ?-я доска) | 0 | 3 | 1 | ½ из 4    |       |
| 2015 | Врбас        | Чемпионат Сербии                                       | 5 | 3 | 3 | 6½ из 11  | 4—6   |
| 2016 | Пирот        | Чемпионат Сербии                                       |   |   |   |           | [ 7 ] |
| 2017 | Валево       | Мемориал Манойловича                                   | 5 | 1 | 3 | 6½ из 9   | 1—2   |

## Изменения рейтинга
| Графики недоступны из-за технических проблем. См. информацию на Фабрикаторе и на mediawiki.org. |